# 蒂永维尔东区
蒂永维尔东区（法語：arrondissement de Thionville-Est）是法国摩泽尔省所辖的一个旧区。总面积686平方公里，总人口139687，人口密度204人/平方公里（2011年）。主要城镇为蒂永维尔。2015年，该区与蒂永维尔西区合并为蒂永维尔区。

## 辖区
蒂永维尔东区曾辖有75个市镇。